# 大池水杜
大池 水杜（おおいけ みなと、1996年12月2日 -）は、日本のBMXフリースタイル自転車選手。
2021年の東京オリンピックの女子BMXフリースタイルに出場し、7位に入賞した。